# Slitscan
Slitscan ist eine Aufnahmetechnik in Film und Fotografie. Der Film wird an einem schmalen Streifen oder Schlitz vorbeibewegt und durch diesen belichtet. In der digitalen Bildtechnik kann dies durch entsprechende Bildbearbeitungen ausgeführt werden. Die wohl bekannteste Filmszene mit dieser Technik ist in dem Film 2001: Odyssee im Weltraum zu finden.